# Cuora aurocapitata
Cuora aurocapitata là một loài rùa trong họ Emydidae. Loài này được Luo & Zong mô tả khoa học đầu tiên năm 1988.

## Hình ảnh

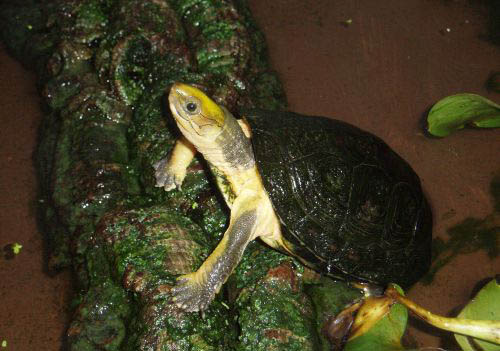